# Claudia Bandion-Ortner
Pour les articles homonymes, voir Ortner.
 (janvier 2025).
Si vous disposez d'ouvrages ou d'articles de référence ou si vous connaissez des sites web de qualité traitant du thème abordé ici, merci de compléter l'article en donnant les références utiles à sa vérifiabilité et en les liant à la section « Notes et références ».
Claudia Bandion-Ortner (née le 30 novembre 1966 à Graz, Autriche), est une femme politique autrichienne. Elle est ministre de la Justice du 15 janvier 2009 au 21 avril 2011.
Elle est ministre de la justice durant le procès de Wiener Neustadt. Le 3 janvier 2011, elle refuse de demander au parquet de Wiener Neustadt de classer l'affaire, qui se poursuit malgré un procès critiqué.